# Sevignano
Sevignano (Sevignan in dialetto trentino) è una frazione del comune di Segonzano, in provincia di Trento, situata all'estremità meridionale del territorio comunale, al confine con il comune di Lona-Lases. Fino al 1928 costituiva un comune autonomo, prima di essere soppresso e accorpato a Segonzano.

## Storia

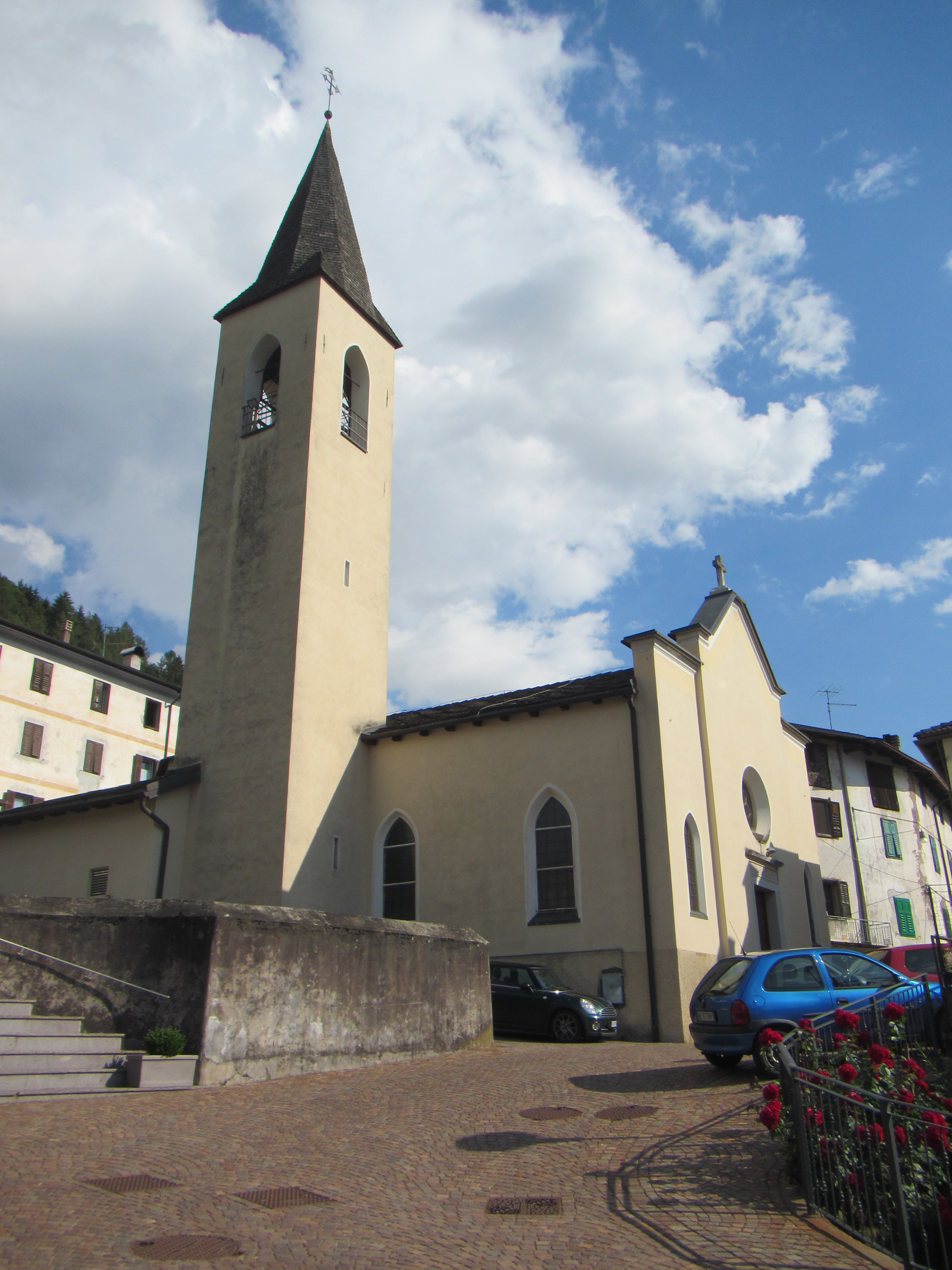
La chiesa di San Nicolò

Testimonianze di abitazione umana nella Val di Cembra risalgono fino al neolitico; per quanto riguarda Sevignano nel particolare, è attestata sul colle dell'Oselara la presenza di un castelliere dell'età del bronzo, scoperto nel 1962, che era composto da svariate casupole con il tetto realizzato in lastre di porfido. Il nome nel paese risale probabilmente all'epoca della conquista romana della valle, intorno al 15 a.C., e deriva da quello di un prediale romano, il Praedium Serbinianus, riferito a una gens Serbiniana o a un individuo di nome Saevinus o Sabinius.
A Sevignano fu attiva una scuola elementare, dall'inizio dell'Ottocento (solo maschile fino al 1853) e fino al 1969, anno in cui gli studenti vennero reindirizzati alla nuova sede di Stedro. 

## Monumenti e luoghi d'interesse

### Architetture religiose
Al centro del paese si trova la chiesa di San Nicolò; l'anno di costruzione è ignoto, anche se una cappella esisteva sul luogo sicuramente verso il 1350, ma si sa che l'altare maggiore venne consacrato fra il 1576 e il 1600.
In località Cognola a nord del paese sorge un capitello dedicato al Crocifisso, risalente a inizio Settecento e affrescato nel 1838; un altro capitello si trova su un dosso a a sud del paese, affacciato sul rio di Piscine; intitolato alla Madonna Addolorata, venne costruito tra il 1901 e il 1919.

## Cultura
A partire dal 2016 nel paese viene organizzato il "Simposio del Beghel" (che significa "gufo", da un antico soprannome degli abitanti di Sevignano), una sagra di tre giorni durante la quale vengono prodotte opere d'arte raffiguranti gufi che vengono poi esposte permanentemente per le strade.